# Hajeb El Ayoun
Pour les articles homonymes, voir Ayoun (homonymie).
Hajeb El Ayoun (arabe : حاجب العيون) est une ville du centre de la Tunisie située à 60 kilomètres au sud-ouest de Kairouan par la RN3.
Rattachée au gouvernorat de Kairouan, elle constitue une municipalité comptant 10 621 habitants en 2014. Elle est par ailleurs le chef-lieu d'une délégation.
Elle polarise une campagne où sont cultivés oliviers et abricotiers.
Elle se situe sur les berges du lac du barrage Sidi Saad, le plus grand du pays, ce qui permet de développer une agriculture d'irrigation.